# María Teresa Ramírez Gómez
María Teresa Ramírez Gómez (castellà: María Teresa Ramírez)  (Ciutat de Mèxic, 15 d'agost de 1954) és una nedadora mexicana, ja retirada, que va competir durant les dècades de 1960 i 1970.
El 1968 va prendre part en els Jocs Olímpics de Ciutat de Mèxic, on va disputar cinc proves del programa de natació. Va guanyar la medalla de bronze en els 800 metres lliures, quedant rere les estatunidenques Debbie Meyer i Pam Kruse i fou sisena en els 400 metres lliures, mentre en les tres altres proves disputades quedà eliminada en sèries. Quatre anys més tard, als Jocs de Múnic, tornà a disputar cinc proves del programa de natació. En aquesta ocasió no aconseguí arribar a cap final. En el seu palmarès també destaquen dues medalles de bronze als Jocs Panamericans de 1971, en els 800 metres lliures i els 4x100 metres estils.